# New Haven (Iowa)
New Haven es un lugar designado por el censo ubicado en el condado de Mitchell en el estado estadounidense de Iowa. En el Censo de 2010 tenía una población de 91 habitantes y una densidad poblacional de 18,24 personas por km².

## Geografía
New Haven se encuentra ubicado en las coordenadas 43°17′2″N 92°38′32″O / 43.28389, -92.64222. Según la Oficina del Censo de los Estados Unidos, New Haven tiene una superficie total de 4.99 km², de la cual 4.99 km² corresponden a tierra firme y (0%) 0 km² es agua.

## Demografía
Según el censo de 2010, había 91 personas residiendo en New Haven. La densidad de población era de 18,24 hab./km². De los 91 habitantes, New Haven estaba compuesto por el 98.9% blancos, el 0% eran afroamericanos, el 0% eran amerindios, el 0% eran asiáticos, el 0% eran isleños del Pacífico, el 0% eran de otras razas y el 1.1% pertenecían a dos o más razas. Del total de la población el 3.3% eran hispanos o latinos de cualquier raza.